# ぼくの病気、ガンなの
ぼくの病気、ガンなの？（ぼくのびょうき、ガンなの？）は、日本テレビとザ・ワークスが制作し、
1989年7月19日に日本テレビ系列の「水曜グランドロマン」枠で放送されたテレビドラマ。実話に基づいている。

## キャスト
- 笹本幸男：前田吟

笹本正志の父親。「和風フランス料理笹SASA」を夫婦で営業する。
- 笹本美園：丘みつ子

笹本正志の母親。店を正志に継がせようか、と幸男に切り出す。
- 笹本正志：中垣克麻

笹本家次男。小学5年生。東都医科大学病院で第五腰椎線維肉腫と診断され、一年半年ものの闘病生活の末、11歳の生涯を閉じる。プラモデルが趣味。
- 笹本健治：長尾豪二郎

笹本家長男。正志と仲がよく、弟思い。正志の最期を幸男と美園と共に看取った。
- 笹本博幸：赤羽根潤一

笹本家三男。兄の健治、正志、妹の由希子思い。
- 笹本由希子：鹿島かんな

笹本家長女で末っ子。兄三人である健治、正志、博幸と仲が良い。
- 安田医師：蟹江敬三

東都医科大学病院医師。正志の主治医。正志の手術の執刀も担当。
- 岡本医師：塚本信夫

西共総合病院医師。
- 佐野医師：長沢大

石田整形外科医師。最初に正志を診察し東都医科大学病院を紹介する。
- 山田三郎：藤本正則

「和風フランス料理笹SASA」の従業員。正志の力になるべく、奔走する。
- 門田圭子
- 円浄順子
- 武藤章生
- 吉本選江
- 名取幸政
- 松美さかえ
- 仁礼美枝子
- 今井洋平
- 野島義巳
- 健みさと

## スタッフ
- 原作：金紀美江「ぼくの病気、ガンなの？」[1]
- 企画：梅谷茂（日本テレビ）
- プロデューサー：平林邦介（日本テレビ）、赤羽根敏男（ザ・ワークス）
- 脚本：石原武龍
- 音楽：矢野立美
- 主題歌：「語りつぐ愛に」唄：薬師丸ひろ子
- 演出：奥村正彦
- 制作：日本テレビ、ザ・ワークス